# Макри
Макри (на гръцки: Μάκρη) е неголямо селище в Беломорска Тракия в община Дедеагач в източната част на най-южните полегати възвишения на планината Овчарица, където тя се среща с Бяло море. Отстои на 9 км западно от гр. Дедеагач и на около 700 m от беломорския бряг, където след заобикалящите селото маслинови, бадемови и смокинови насаждения, кремове (лилии) и зокуми (олеандри) е крайбрежният квартал на Макри (Παραλία Μάκρης) с неговото не голямо, но сравнително добре устроено пристанище и няколкокилометровия плаж, наречен на намиращия се там параклис „Св. Петка“ (Αγία Παρασκευή – Агиа Параскеви). Център е на демова секция Макри, която има 1674 жители. Името му означава „продълговато място“ (от гр. μακρά).

## Забележителности
- През Първата световна война по време на първото българско управление на Беломорието е открита рекламираната днес като Пещера на циклопa, местните дори показват креслото на победилия го Одисей. Пещерата е малка, с две зали. Намира се в скала на хълма над плажа. Гръцката национална служба по археология започна разкопки през 1988 г., които не са завършени и до днес. Първоначално Г. Балакис (Γ. Μπαλακάκης) погрешно определя обекта като Зони – известната емпория (укрепен пазарен пункт) на Самотраки, но проучванията го опровергават. Мястото е обитавано от праисторически времена до византийския период, наоколо са издълбали различни структури, като стълби и ниши.

Открито е важно за науката енеолитно селище от 4500 – 3000 г. пр. Хр. с останки от жилищни подове, глинобитни стени усилени с колове, пещи, три неолитни погребения под подовете на жилищата. Централното пространство представлява глинена платформа, място за съхранение на съдове и склад. Вероятно свързана с наченките на власт, организирала стопанския живот в селището, могилата продължава да се обитава от прототракийско население през бронзовата епоха (3000 – 1050 пр. Хр.). Животът не прекъсва и през ранножелязната епоха (1050 – 650 г. пр. Хр.), когато около 1000 г. пр. Хр. тук се установява едно малко селище на траките. Гръцките колонисти дошли през 7 век пр. Хр. създават малък търговски пункт (емпорион) ограден със стена. От него са открити останки от две складови сгради от античната епоха, част от римската стена, шахти, стени и жилища принадлежащи на малката търговска станция от римско време. 

Наоколо има късни постройки от дялан камък – различават се стъпала, ниши, резервоари, наблюдателница. 

По византийско време, около 10 век сл. Хр., могилата е превърната в гробище, а селището се премества малко по-навътре в сушата при днешното Макри, където са установени руини, включително на византийски укрепления, църкви от 10 и 12 в., останки от османския период и турски бани, погребално теке на бекташите.
- Енорийската църква „Св. Анастасия“ е построена към 1833 г. като правоъгълна сграда с размери 30 х 25 м от базиликален тип с дървен таван. Изглежда е издигната върху руините на по-стара християнска църква, защото такова е било изискването на турския закон и има надпис, на който се чете годината 1100. Храмът е с дърворезбен позлатен иконостас от 17 век и стари православни икони от 17 до 19 век с висока художествена стойност. Множество фрагменти от мраморни плочи, капители, изображения, които са изложени на открито, от южната страна на сградата, говорят за съществувал преди късноантичен храм. Повечето от иконите ѝ, особено по-малките, са прибрани в Църковния музей в Дедеагач и са заменени с модерни икони във византийски стил. В непосредствена близост до църквата „Св. Анастасия“, от север са останките от по-ранната църква „Св. Димитър“, която е била обърната на джамия и по-късно силно пострадва от земетресения.
- Макрийски манастир „Успение Богородично“ (Κοίμηση Θεοτόκου). Тази обител е нова, съградена през 1980 г. Работи от 1983 година. Манастирският празник е на Голяма Богородица – 23 август. В центъра на двора му е издигната голяма църква във византийски стил, зографисана от художника Златанос със сцени от живота на Христос. Храмът и големият двор са обградени от няколко етажа спални крила. Освен централния храм „Успение Богородично“ има и още един по-малък – „Св. Андрей“. Манастирът е женски, има около 50 монахини и двама свещеници, които живеят извън метох. Във времето свободно от служби монахините се занимават с иконопис, шев и бродерия, леене на свещи, градинарство и пр. Манастирът поддържа връзки с православни манастири в България, Сърбия, Румъния, Русия, Сирия и Ливан.

## История
В IX век Макри е споменат като център на Макрийската епархия.
Макри е бил крепост, която е превзета от цар Калоян.
Любомир Милетич посочва, че към 1912 г. селото се състои от 8 къщи българи патриаршисти, 80 – турци и 22 къщи гърци.
Българските войски освобождават Макри заедно с Дедеагач на 6 ноември 1912 г.
При сключването на Букурещкия договор през 1913 г. Венизелос иска граница при село Макри, но претенциите му са отхвърлени и Макри заедно с Беломорска Тракия остават в България.
На основание Закона за митниците от октомври 1913 година е открита българската митница в Дедеагач с митничарски клонове в с. Макри и в с. Мароня
През 1914 г. в с. Макри се заселват малоазийски българи бежанци 4 семейства (общо 21 души) от Тьойбелен.

Само за година след като Беломорието става част от България до средата на ноември 1914 г. български инженерни бригади изработват първите регулационни планове прилагат върху терена уличната и дворната регулация на селата Макри, Дикилиташ, Хасанлар, Обалар, Шахинлар, Лъджакьой, Урунджик, Окуф и Фере.
По време на Първата световна война през 1915 г. и 1916 г. 40-и пехотен Беломорски полк организира Макренската позиция от с. Макри до устието на р. Марица и осъществява отбраната и охраната на гр. Дедеагач и на беломорския бряг.
Художникът проф. Никола Кожухаров вдъхновен от действията на младата българската авиация при Макри през 1916 г. рисува картината „Бомбардиране на транспортен параход при Макри от нашите аероплани“.
През 1919 г. на международно ниво е предоставена възможността при Макри да се установи територия под българско управление, тогава Великите сили предлагат на България да се отстъпи зона от 3 000 000 кв. м (3 км по брега с 1 км дълбочина) на крайбрежието между Макри и Дедеагач, където тя да построи ново пристанище под свой суверенитет, но в крайна сметка Гърция е задължена единствено да предостави свободен икономически излаз на България на Бяло море съгласно чл. 48 от Ньойския договор, което свое задължение тя напълно погазва.
След повторното освобождаване на Беломорието на 20 април 1941 г. в района на с. Макри и Дедеагач от 1941 до септември 1944 г. е съсредоточен Десети пехотен родопски полк командван от полк. Кирил Христов.
Понастоящем в Макри и околните села идват да почиват десетки българи, а някои вече са закупили имоти в региона.